# Henry García Bohórquez
Henry García Bohórquez (Garagoa, 12 de diciembre de 1923-Bogotá, 25 de abril de 1987), fue un policía, general y director Policía Nacional de Colombia.  

## Biografía
Hijo de José María García y Carmen Bohórquez.
García Bohórquez ingresó al cuarto curso de oficiales de la policía de Colombia, abierto el 16 de mayo de 1944 en la Escuela de Cadetes de Policía General Santander, obteniendo el grado de Teniente segundo el mismo año, como parte de la promoción José María Córdoba. Ejerció su carrera como alcalde militar de San Martín y Villavicencio, oficial en las unidades de Cauca, Tolima, Valle, Meta y Llanos Orientales; Jefe de Estado Mayor, Jefe Administrativo y director de la Policía Nacional.
Fue mencionado en un archivo desclasificado en abril de 2024, del gobierno de Estados Unidos como parte de una red de corrupción y narcotráfico.

## Homenajes y reconocimientos
Fue gobernador del Meta y en la ciudad capital de ese departamento existe un barrio que lleva su nombre.